# Origma des rochers
Origma solitaria
Espèce
Statut de conservation UICN

 LC  : Préoccupation mineure
L’Origma des rochers (Origma solitaria) est une espèce de passereaux de la famille des Acanthizidae. Il mesure 14 cm de long.

## Répartition
Il est endémique en Nouvelle-Galles du Sud en Australie.

## Sous-espèces
Il est monotypique dans son espèce.

### Origma
- (en) Congrès ornithologique international : Origma solitaria dans l'ordre Passeriformes (consulté le 27 mai 2015)
- (en) UICN : espèce Origma solitaria (Lewin, 1808) (consulté le 27 mai 2015)
- (en) Zoonomen Nomenclature Resource (Alan P. Peterson) : Origma  dans Acanthizidae
- (fr + en) ITIS : Origma  Gould, 1838
- (en) Animal Diversity Web : Origma
- (en) NCBI : Origma (taxons inclus)

### Origma solitaria
- (fr) Oiseaux.net : Origma solitaria (+ répartition)
- (en) Zoonomen Nomenclature Resource (Alan P. Peterson) : Origma solitaria  dans Acanthizidae
- (fr + en)  Avibase : Origma solitaria (+ répartition)
- (fr + en) ITIS : Origma solitaria  (Lewin, 1808)
- (en) Animal Diversity Web : Origma solitaria
- (en) NCBI : Origma solitaria (taxons inclus)